# قلعه‌گاه گودرز
قلعه‌گاه گودرز روستایی از توابع بخش مرکزی در شهرستان سقز است که در استان کردستان ایران قرار دارد.

## جمعیت
این روستا در دهستان سرا واقع شده و براساس سرشماری سال ۱۳۸۵، جمعیت آن ۴۲۶ نفر (۸۶ خانوار) بوده‌است.